# بيرتل بيرسون
بيرتل بيرسون هو خزاف سويدي، ولد في 1940 في مالمو في السويد.